# Instantbird
Instantbird — программа мгновенного обмена сообщениями по сети Интернет через большинство современных протоколов и служб.

## Описание
Является кроссплатформенной и может работать на компьютерах под управлением операционных систем семейств Windows, Linux и Mac OS X.
Instantbird использует для своей работы XULRunner и библиотеку libpurple. libpurple — библиотека, созданная и развиваемая разработчиками аналогичной программы Pidgin, позволяющая использовать поддерживаемые ею протоколы и службы мгновенного обмена сообщениями. Помимо Pidgin и Instantbird она используется также в Adium, meebo и других клиентах.
Использование движка XULRunner в перспективе позволит использовать Instantbird в любых приложениях, также его использующих (Firefox, Thunderbird, Sunbird и др.).

## Функциональность
Instantbird поддерживает протоколы:
- XMPP (Jabber)
- IRC и SIMPLE,
- AIM
- Gadu-Gadu
- GroupWise
- ICQ
- MSN
- MySpaceIM
- Netsoul[англ.]
- QQ
- Facebook Chat[англ.]
- Yahoo! Messenger

позволяя одновременно соединяться и работать с любыми из них и одновременно использовать в них произвольное, допустимое в рамках самих протоколов и служб, число учётных записей.
Программа находится на ранней стадии разработки, и к настоящему времени обеспечивает следующие возможности: отправку и получение текстовых сообщений (с поддержкой форматирования); проверку орфографии; просмотр списка собеседников, находящихся в сети; добавление новых собеседников; установку состояний «доступен» (available) и «отошёл» (away); проверку на наличие вышедших для программы обновлений и их установку; просмотр истории разговоров; переименование собеседников и их удаление из списка; поддержку смайликов и стилей сообщений; изменение настроек; группирование собеседников.

## Интерфейс
Программа обладает графическим интерфейсом пользователя, который схож с другими программами этого класса.

## Распространение
Программа Instantbird является свободной и открытой, будучи выпускаемой под лицензией GNU GPL 2.0 с использованием компонентов, лицензируемых под MPL 1.1/GPL 2.0/LGPL 2.1.
Поставляется в виде установщиков для Windows и трёх доступных для загрузки с официального сайта и архивов со скомпилированными файлами, готовыми к запуску, отдельно для каждой из поддерживаемых платформ — Windows, Linux и Mac OS X. Отдельно выпускается архив с исходным кодом для сборки и модификации. В настоящее время Instantbird доступен на нескольких языках, включая русский.

## Разработка
Проект является сравнительно молодым среди аналогов. Первая версия программы — 0.1 — появилась в октябре 2007 года. Основных разработчиков программы трое: Florian Quèze, Quentin Castier и Quentin Raynaud, все из Франции.
С момента выхода первой версии и до настоящего времени разработка идёт в русле реализации основных возможностей программ данного класса. Согласно плану разработки, это будет продолжаться до выхода версии 1.0, цель которой — достичь функциональности, сравнимой с программой Pidgin.
Дружественная к разработчикам система плагинов и дополнений заявлена как одна из целей проекта.